# Tai Dam jezik
Tai Dam jezik (ISO 639-3: blt; black tai, tai do, tai noir, táy-dam, thái den), tajski (tai-kadai) jezik kojim govori oko 763 950 ljudi u Vijetnamu, Kini, Laosu i Tajlandu. Klasificira se s još 9 jezika podskupini chiang saeng i preko nje široj jugozapadnoj tai skupini.
Narod Tai Dam ili Crni Tai u Vijetnamu se etnički službeno klasificiraju narodnosti Thái, odnosno u Dai u drugim državama.
Jezik se poglavito govori uz Crnu i Crvenu rijeku u Vijetnamu (699 000; 2002 SIL), a govori ga i znatan broj iseljenika u Kini (10 000; 1995), Laosu (50 000; 1995), Tajlandu (700; 2004), Australiji, SAD-u, Francuskoj.
Dijalekt: táy mu’ò’i (tai mueai, meuay).

## Vanjske poveznice
- Ethnologue (14th)
- Ethnologue (15th)